# Hongshui He
Hongshui He (chiń. 红水河) – duża rzeka w południowych Chinach w Regionie Autonomicznym Kuangsi-Czuang. Jest jedną z głównych rzek w basenie rzeki Xi Jiang, który tworzy główny dopływ Rzeki Perłowej. Rzeka Honghsui powstaje z połączenia rzek Beipan He i Nanpan He przy granicy z prowincją Kuejczou.
Na rzece znajduje się 10 dużych zapór produkujących energię elektryczną i zapobiegające powodziom.
Kilka zapór wyposażono w windy wodne dla podnoszenia statków mających do 300 ton wyporności.